# Júko Arimoriová
Júko Arimoriová (* 17. prosince 1966 Okajama) je japonská profesionální maratónská běžkyně a velvyslankyně dobré vůle pro Populační fond OSN (UNFPA).

## Kariéra
Startovala za Japonsko na letních olympijských hrách v roce 1992, které se konaly ve španělské Barceloně, kde získala stříbrnou medaili s časem 2:32:49, osm vteřin za ruskou Valentinou Jegorovovou, která závod proběhla v čase 2:32:41. Na olympijských hrách v Atlantě v roce 1996 získala bronzovou medaili kde skončila za Valentinou Jegorovovou. Čas Valentiny byl 2:28:05. Čas Arimoriové byl 2:28:39. Přestože obě běžely o čtyři minuty rychleji než na předchozí LOH, byly poraženi etiopskou běžkyni Fatumou Robaovou, která získala zlatou medaili s časem 2:26:05.